# Cranfield Aviation Training School
Die Cranfield Aviation Training School ist eine staatlich anerkannte Fernschule und Verkehrsfliegerschule mit Sitz im Technologiepark Dortmund. Das Unternehmen wurde im Jahr 2010 gegründet und führt die theoretische Ausbildung von Berufspiloten und Privatpiloten durch. Es handelt sich um die erste Fernschule für Luftfahrzeugführer in Deutschland, welche den Fernlehrgang und den gesetzlich vorgeschriebenen Nahunterricht selbst durchführt und somit unabhängig von Partnerflugschulen ist. Die Schüler der Fernschule sind in der Wahl der Flugschule für die praktische Ausbildung frei.

## Struktur
Die Schule ist als ATO (Approved Training Organisation) gemäß den Anforderungen für die Pilotenausbildung nach EASA Part-FCL unter der Zulassungsnummer DE.ATO.129 vom Luftfahrt-Bundesamt zugelassen.
Alle angebotenen Fernlehrgänge sind weiterhin von der Staatlichen Zentralstelle für Fernunterricht akkreditiert.

## Firmengeschichte
Das Unternehmen wurde 2010 von der Kauffrau Mariya Parashkevova sowie den Verkehrspiloten Stuart E. Smith und André Haufe gegründet. Am 1. Dezember 2011 erfolgte durch das Luftfahrt-Bundesamt die Zulassung. Danach wurde der erste Fernlehrgang für die Verkehrspilotenlizenz – Airline Transport Pilot Licence ATPL(A) angeboten.
Im Jahr 2013 wurde die Zulassung der Fernlehrgänge für die Instrumentenflugberechtigung – Instrument Rating IR(A), Instrumentenflugberechtigung – Instrument Rating IR(H) sowie Berufspilotenlizenz – Berufspilotenlizenz CPL(A) erreicht. Am 20. Oktober 2014 erteilte das Luftfahrt-Bundesamt erstmals in Deutschland eine Zulassung für die Verkehrspilotenlizenz – Airline Transport Pilot Licence ATPL(H)/IR. Zuvor war in Deutschland nur eine Ausbildung für den ATPL-H/VFR möglich.

## Ausbildungen
Das Ausbildungsspektrum der Cranfield Aviation Training School umfasst folgende Lizenzen und Berechtigungen:
- Verkehrspilotenlizenz – Airline Transport Pilot Licence ATPL(A)
- Verkehrspilotenlizenz – Airline Transport Pilot Licence ATPL(H)/IR
- Verkehrspilotenlizenz – Airline Transport Pilot Licence ATPL(H)/VFR
- Berufspilotenlizenz – Commercial Pilot Licence CPL(A)
- Instrumentenflugberechtigung – Instrument Rating IR(A)
- Instrumentenflugberechtigung – Instrument Rating IR(H)

## Ausbildungsdurchführung
Alle Ausbildungen werden als modulare Bausteine angeboten. Nach dem Abschluss der Ausbildung kann die praktische Flugausbildung an jeder zugelassenen Flugschule erfolgen.